# Gesneria reticulata
Gesneria reticulata là một loài thực vật có hoa trong họ Tai voi. Loài này được (Griseb.) Urb. mô tả khoa học đầu tiên năm 1900.